# Dashan Dao
Dashan Dao (kinesiska: 达山岛) är en ö i Kina. Den ligger i provinsen Shandong, i den östra delen av landet, omkring 320 kilometer sydost om provinshuvudstaden Jinan. Arean är 0,17 kvadratkilometer. Den sträcker sig 0,6 kilometer i nord-sydlig riktning, och 0,5 kilometer i öst-västlig riktning.